# Chamelaucium ciliatum
Chamelaucium ciliatum là một loài thực vật có hoa trong Họ Đào kim nương. Loài này được Desf. mô tả khoa học đầu tiên năm 1819.